# Violeta Luna
Violeta Morayma Luna Carrera (Guayaquil, 24 de febrero de 1943)  es una poetisa, narradora, crítica literaria, ensayista, periodista y catedrática ecuatoriana.

## Biografía
Violeta Luna, hija mayor de siete hermanos, vivió sus primeros años en Guayaquil. A su corta edad de 2 años, fue llevada a la ciudad de San Gabriel, donde su padre comenzó a trabajar en el Colegio Nacional Mixto José Julián Andrade.   
Realizó sus estudios primarios y secundarios en la ciudad de San Gabriel, provincia del Carchi. Ingresó a la Universidad Central del Ecuador, en Quito, donde obtuvo el título de Licenciada en Castellano y Literatura y, un Doctorado en Ciencias de la Educación. Ejerció la cátedra de Lengua y Literatura, durante veinte y cinco años, en varios colegios y universidades del país. 
Desde 1990 a 2001 residió en Estados Unidos y México. En junio del 2003 representó al Ecuador en el XIII Festival Internacional de Poesía de Medellín y en la 1 Cumbre Mundial de la Poesía por la Paz de Colombia. Ha sido miembro de importantes organizaciones e instituciones, como el Círculo de Prensa del Ecuador, la Sociedad de Escritores Ecuatorianos y la Asociación de Artistas e Intelectuales del País.  
Actualmente, es miembro de la Casa de la Cultura Ecuatoriana y del Grupo Cultural América, entre otros. Ha ejercido el periodismo y colaborado con diarios, revistas y radiodifusión en el área de la crónica y el guion cultural.

## Premios
Ha recibido los siguientes premios a lo largo de su carrera literaria:
1. Premio "A los mejores cuentos", 1969.Premio Nacional de Poesía Ismael Pérez Pazmiño, Diario El Universo, Guayaquil, 1970.
2. Premio Diario El Comercio a los diez mejores cuentos, 1974.
3. Premio Nacional de Poesía "Gente Joven", 1975.
4. La "Lira Guayaquileña", conferido por la Asociación de Periodistas del Guayas.1985
5. Premio Nacional Femenino Oswaldo Guayasamín, 1987.
6. Premio Nacional Jorge Carrera Andrade, al mejor libro de poesía del año. Municipio del Distrito Metropolitano de Quito, 1994.

## Obras publicadas
Tiene obras publicadas en los siguientes géneros:
Poesía:
- Poesía universitaria (Quito, 1964)
- El ventanal del agua (Quito, 1965)
- Y con el sol me cubro (Quito, 1967)
- Posiblemente el aire (Quito, 1970)
- Ayer me llamaba primavera (Quito, 1973)
- La sortija de la lluvia (Guayaquil, 1980)
- Corazón acróbata (Quito, 1983)
- Memoria del humo (Quito, 1987)
- Por culpa de los números
- Las puertas de la hierba (Quito, 1994)
- Una sola vez la vida (Quito, 2000)
- La oculta candela (Quito, 2005)
- Poesía Junta (Quito, 2005)[4]

Su obra consta en antologías y diccionarios literarios nacionales y extranjeros.
Cuento:
- Los pasos amarillos (Quito, 1970)

Ensayo:
- La lírica ecuatoriana actual (Guayaquil, 1973)

Antología:
Además ha participado en las siguientes antologías:
- Lírica ecuatoriana contemporánea (Bogotá, 1979)
- Diez escritoras ecuatorianas y sus cuentos (Guayaquil, 1982)
- Poesía viva del Ecuador (Quito, 1990)
- Between the Silence of Voices: An Anthology of Contemporary Ecuadorean Women Poets (Quito, 1997)
- Antología de narradoras ecuatorianas (Quito, 1997)
- Poesía erótica de mujeres: Antología del Ecuador (Quito, 2001)